# Manuel Gulde
Manuel Gulde (* 12. února 1991) je německý profesionální fotbalista, který hraje na pozici středního obránce za klub SC Freiburg.

## Klubová kariéra
Pro sezónu 2012/13 se Gulde připojil k SC Paderborn 07, kde podepsal roční smlouvu s opcí na další rok.
V květnu 2016 podepsal smlouvu s SC Freiburg pro nadcházející sezónu 2016/17.

## Reprezentační kariéra
Gulde je bývalý mládežnický reprezentant Německa.

## Statistiky

### Klubové
Platí k zápasu hranému 11. května 2024.
| Klub              | Sezóna            | Liga                 | Liga   | Liga | Národní pohár | Národní pohár | Kontinentální | Kontinentální | Ostatní | Ostatní | Celkově | Celkově |
| Klub              | Sezóna            | Soutěž               | Zápasy | Góly | Zápasy        | Góly          | Zápasy        | Góly          | Zápasy  | Góly    | Zápasy  | Góly    |
| ----------------- | ----------------- | -------------------- | ------ | ---- | ------------- | ------------- | ------------- | ------------- | ------- | ------- | ------- | ------- |
| Hoffenheim        | 2009/10           | Bundesliga           | 6      | 0    | 0             | 0             | —             | —             | —       | —       | 6       | 0       |
| Hoffenheim        | 2010/11           | Bundesliga           | 1      | 0    | 0             | 0             | —             | —             | —       | —       | 1       | 0       |
| Hoffenheim        | Celkově           | Celkově              | 7      | 0    | 0             | 0             | 0             | 0             | 0       | 0       | 7       | 0       |
| Hoffenheim II     | 2010/11           | Regionalliga Südwest | 7      | 0    | —             | —             | —             | —             | —       | —       | 7       | 0       |
| Hoffenheim II     | 2011/12           | Regionalliga Südwest | 15     | 1    | —             | —             | —             | —             | —       | —       | 15      | 1       |
| Hoffenheim II     | Celkově           | Celkově              | 22     | 1    | 0             | 0             | 0             | 0             | 0       | 0       | 22      | 1       |
| SC Paderborn      | 2012/13           | 2. Bundesliga        | 13     | 1    | 0             | 0             | —             | —             | —       | —       | 13      | 1       |
| Karlsruher SC     | 2013/14           | 2. Bundesliga        | 7      | 0    | 0             | 0             | —             | —             | —       | —       | 7       | 0       |
| Karlsruher SC     | 2014/15           | 2. Bundesliga        | 32     | 2    | 2             | 0             | —             | —             | 2       | 0       | 36      | 2       |
| Karlsruher SC     | 2015/16           | 2. Bundesliga        | 27     | 2    | 1             | 0             | —             | —             | —       | —       | 28      | 2       |
| Karlsruher SC     | Celkově           | Celkově              | 66     | 4    | 3             | 0             | 0             | 0             | 2       | 0       | 71      | 4       |
| SC Freiburg       | 2016/17           | Bundesliga           | 20     | 0    | 1             | 0             | —             | —             | —       | —       | 21      | 0       |
| SC Freiburg       | 2017/18           | Bundesliga           | 17     | 1    | 0             | 0             | 0             | 0             | —       | —       | 17      | 1       |
| SC Freiburg       | 2018/19           | Bundesliga           | 21     | 1    | 1             | 0             | —             | —             | —       | —       | 22      | 1       |
| SC Freiburg       | 2019/20           | Bundesliga           | 17     | 1    | 0             | 0             | —             | —             | —       | —       | 17      | 1       |
| SC Freiburg       | 2020/21           | Bundesliga           | 27     | 2    | 0             | 0             | —             | —             | —       | —       | 27      | 2       |
| SC Freiburg       | 2021/22           | Bundesliga           | 20     | 0    | 5             | 0             | —             | —             | —       | —       | 25      | 0       |
| SC Freiburg       | 2022/23           | Bundesliga           | 15     | 1    | 1             | 0             | 2             | 0             | —       | —       | 18      | 1       |
| SC Freiburg       | 2023/24           | Bundesliga           | 27     | 1    | 1             | 0             | 8             | 0             | —       | —       | 36      | 1       |
| SC Freiburg       | Celkově           | Celkově              | 164    | 7    | 9             | 0             | 10            | 0             | 0       | 0       | 183     | 7       |
| Celkově v kariéře | Celkově v kariéře | Celkově v kariéře    | 272    | 13   | 12            | 0             | 10            | 0             | 2       | 0       | 296     | 13      |